# 二酸化臭素
二酸化臭素（にさんかしゅうそ）は、臭素と酸素からなる化合物で、化学式はBrO2である。黄色から黄橙色の不安定な結晶を形成する。1937年にローベルト・シュヴァルツとマルティン・シュマイサーによって初めて単離され、臭素とオゾンの大気中での反応に重要な役割を果たすと仮定されている。周期表で1周期上のハロゲンの塩素の酸化物である二酸化塩素と類似している。

## 反応
二酸化臭素は、臭素と酸素の混合気体に低温・高圧で電流を流すと生成される。
二酸化臭素は、トリクロロフルオロメタン中で臭素ガスを-50 ℃のオゾンで処理することによっても生成できる。塩基と混合すると、二酸化臭素は臭化物と臭素酸塩を与える。
6BrO2 + 6NaOH → NaBr + 5NaBrO3 + 3H2O